# Dufourea scintilla
Dufourea scintilla är en biart som först beskrevs av Cockerell 1916.  Dufourea scintilla ingår i släktet solbin, och familjen vägbin. Inga underarter finns listade i Catalogue of Life.